# الدورة 51 لمهرجان قرطاج الدولي
تنطلق الدورة 51 لمهرجان قرطاج الدولي يوم 11 جويلية 2015 و قد تم تعيين سنية مبارك مديرة مهرجان.

## المشاركين
| - وائل كفوري - لورين هيل - محمد عساف - ليلى طوبال - أوركسترا بو بايي دو بيارن - آمال ماهر | - أومو سانغاري - إنديلا - بن لونكل سول - شارلي ونستون - عمر فاروق تكبيلك - إيكون | - أمينة الصرارفي - لطفي بوشناق - بلطي - كافون - لبنى نعمان وأنيس القليبي ومهدي شكرون | - مركز الفنون الدرامية والركحية بمدنين - محمد علي بن جمعة و عبير نعمة و كيرياكوس كاليتزيديس - غازي الزغباني - جاسر حاج يوسف و سيمون كيرماس و محمد معتمدي و نغويان لي - فيض علي فيض و خوان غوميز |